# لینکلن اینترنشنال
لینکلن اینترنشنال (انگلیسی: Lincoln International) شرکت سرمایه‌گذاری آمریکایی است، که در سال ۱۹۹۶ توسط رابرت بار تأسیس شد.